# Marco Polo y la Ruta de la Seda
Marco Polo y la Ruta de la Seda (título original en francés: Marco Polo et la Route de la Soie) es una monografía ilustrada sobre la historia de la ruta de la seda. La obra es el 31.º volumen de la colección «Aguilar Universal», escrita por el sinólogo francés Jean-Pierre Drège, y publicada en castellano por la editorial madrileña Aguilar en 1992.
La edición original en francés fue publicada por la editorial parisina Éditions Gallimard en 1989, como el 53.º volumen de su colección enciclopédica «Découvertes Gallimard». Una nueva edición homónima pero con cubierta distinta, para España e Hispanoamérica, salió en 2000, editada por la editorial barcelonesa Ediciones B, y publicada como el 33.º volumen en su colección «Biblioteca de bolsillo CLAVES»

## Resumen
La Ruta de la Seda que conecta Europa con el Extremo Oriente siempre ha sido misteriosa. Entre Europa y el Extremo Oriente se encuentran las estepas y montañas de Asia Central. Marco Polo hizo factible el camino hacia el Extremo Oriente y el libro describe cómo es ese camino.
El capítulo I trata de la historia antigua, desde el siglo I a. C. hasta el siglo II d. C., una época de embajadores. El capítulo II trata de los aspectos religiosos, desde la Antigüedad tardía hasta alrededor del siglo IX. Habla de los peregrinos, la difusión del budismo, del zoroastrismo, del maniqueísmo y del cristianismo nestoriano a lo largo de la Ruta de la Seda. El capítulo III trata de la economía y el comercio entre Occidente y Oriente en la Edad Media. El capítulo IV trata del viaje de Marco Polo. El capítulo V trata de las misiones católicas en Oriente después de la época de Marco Polo. El Capítulo VI relata las navegaciones hacia el Oriente durante y después de la Era de los Descubrimientos.
El libro está copiosamente ilustrado, e incluye imágenes poco comunes como una estatua china de Marco Polo como Arhat.

## Contenido
Corpus
- «Tráiler» (pp. 1–9, una serie de miniaturas procedentes del Libro de las maravillas, acompañada de textos)
- Capítulo I: «El tiempo de los embajadores» (pp. 13–31)
- Capítulo II: «El tiempo de los peregrinos» (pp. 33–45)
- Capítulo III: «El tiempo de los mercaderes» (pp. 47–65)
- Capítulo IV: «Marco Polo» (pp. 67–97)
- Capítulo V: «El triunfo de los misioneros» (pp. 99–109)
- Capítulo VI: «El tiempo de los navegantes» (pp. 111–127)

Testimonios y documentos
1. El camino (pp. 130–137)
2. Al asalto del Pamir (pp. 138–139)
3. Los peligros (pp. 140–145)
4. Demonios y maravillas (pp. 146–153)
5. Del oro y de las especias (pp. 154–155)
6. ¿Mercader o embajador? (pp. 156–159)
7. Marco Polo, revisado y corregido (pp. 160–167)
8. La época de los arqueólogos (pp. 168–177)
9. Rutas de la seda, rutas de diálogo (pp. 178–179)

Anexos
- Cronología de Europa, Oriente, Egipto, Persia, Asia Central, India, Asia del sureste y China (pp. 180–185)
- Bibliografía (p. 186)
- Índice de ilustraciones (pp. 187–189)
- Índice alfabético (pp. 189–191)
- Índice de materias (p. 192)

## Recepción
El sitio web Babelio otorga al libro una calificación promedio de 3.43 sobre 5, basada en 14 calificaciones. En el sitio web Goodreads, el libro obtiene un promedio de 3.29 sobre 5 basado en 7 calificaciones, lo que indica «opiniones generalmente positivas».

## Críticas
Según la opinión de la historiadora Françoise Aubin en la revista Études chinoises: «La sobriedad en la expresión y la precisión meticulosa en los nombres y las fechas no restan de ninguna manera el atractivo de un tema que el público general suele considerar servido con hipérboles y aproximaciones burdas. Claridad y precisión de la presentación, mapas, índices, todo contribuye a que, además, sea una herramienta de trabajo muy útil. Las mentes quisquillosas solo encontrarán fallos en las dos páginas de la línea de tiempo final, donde algunos errores de impresión e inconsistencias de transcripción indican pruebas mal leídas: ¡no hay mejor cumplido para tal cuerpo de ciencia que una reseña tan limitada!»
Una reseña publicada por la Universidad de Tecnología de Chaoyang de Taichung le dio al libro una crítica positiva: «Con textos interesantes e ilustraciones fascinantes, la lectura del libro nunca se vuelve aburrida. El hilo narrativo de cada capítulo está bien vinculado, lo que ayuda al lector a conectar varios eventos históricos en la mente. En el capítulo IV, una rica descripción dedicada a la vida de Marco Polo es otro punto fuerte de esta pequeña obra.»